# 芽室インターチェンジ
芽室インターチェンジ（めむろインターチェンジ）は、北海道河西郡芽室町祥栄西にある道東自動車道のインターチェンジ (IC)。

## 歴史
- 1995年（平成7年）10月30日：道東自動車道初の区間として、十勝清水IC - 池田IC間の開通に伴い、供用開始[1]。
- 2009年（平成21年）10月22日：料金所でETCレーンの運用開始[2]。

## 周辺
- ゆもーる川北
- 芽室駅（JR北海道・根室本線）

## 接続する道路
- 直接接続
  - 北海道道54号東瓜幕芽室線
- 間接接続
  - 北海道道75号帯広新得線

## 隣
E38 道東自動車道
(7) 十勝清水IC - 十勝平原SA - (8) 芽室IC - (9) 帯広JCT - (10) 音更帯広IC